# Eishockey-Weltmeisterschaft der Frauen 2013
Die 16. Eishockey-Weltmeisterschaften der Frauen der Internationalen Eishockey-Föderation IIHF waren die Eishockey-Weltmeisterschaften des Jahres 2013. Insgesamt nahmen zwischen dem 1. April und dem 14. April 2013 32 Nationalmannschaften an den fünf Turnieren der Top-Division sowie der Divisionen I bis II teil. Zusätzlich nahmen drei Nationalteams an einem Qualifikationsturnier für die Division II B teil, welches im Dezember 2012 im türkischen Izmir ausgetragen wurde.
Der Weltmeister wurde zum fünften Mal die Mannschaft der Vereinigten Staaten, die im Finale Kanada mit 3:2 bezwang. Die deutsche Mannschaft belegte den fünften Rang, die Schweiz platzierte sich nach der Niederlage im Spiel um Platz fünf auf Rang sechs. Das Nationalteam Österreichs erreichte den vierten Platz in der Division IA und belegte im Gesamtklassement der Weltmeisterschaft den zwölften Rang.

## Teilnehmer, Austragungsorte und -zeiträume
- Top-Division: 2. bis 9. April 2013 in Ottawa, Ontario, Kanada
Teilnehmer:  Deutschland,  Finnland,  Kanada,  Russland,  Schweden,  Schweiz,  Tschechien (Aufsteiger),  USA (Titelverteidiger)

- Division I
  - Gruppe A: 7. bis 13. April 2013 in Stavanger, Norwegen
Teilnehmer:  Dänemark (Aufsteiger),  Japan,  Lettland,  Norwegen,  Österreich,  Slowakei (Absteiger)
  - Gruppe B: 8. bis 14. April 2013 in Straßburg, Frankreich
Teilnehmer:  Volksrepublik China,  Frankreich,  Großbritannien,  Kasachstan (Absteiger),  Niederlande,  Nordkorea (Aufsteiger)

- Division II
  - Gruppe A: 8. bis 14. April 2013 in Auckland, Australien
Teilnehmer:  Australien,  Italien (Absteiger),  Neuseeland,  Polen (Aufsteiger),  Slowenien,  Ungarn
  - Gruppe B: 1. bis 7. April 2013 in Puigcerdà, Spanien
Teilnehmer:  Belgien,  Kroatien (Absteiger),  Island,  Spanien,  Südafrika,  Südkorea

- Qualifikation zur Division IIB: 7. bis 9. Dezember 2012 in Izmir, Türkei
  - Teilnehmer:  Bulgarien (erste Teilnahme seit 2011),  Irland (erste Teilnahme seit 2011),  Türkei (erste Teilnahme seit 2011)

## Top-Division
Die Top-Division der Weltmeisterschaft wurde vom 2. bis 9. April 2013 in der kanadischen Großstadt Ottawa in der Provinz  Ontario ausgetragen. Gespielt wurde im Scotiabank Place (19.153 Plätze) im Stadtteil Kanata sowie im Nepean Sportsplex im Stadtteil Nepean mit 3.000 Plätzen.
Am Turnier nahmen acht Nationalmannschaften teil, die in zwei leistungsmäßig abgestuften Gruppen zu je vier Teams spielten. Dabei bildeten die vier Halbfinalisten des Vorjahres die Gruppe A. Die Ziffern in Klammern benennen die Platzierungen in der IIHF-Weltrangliste.
| Gruppe A     | Gruppe B        |
| Kanada (1)   | Schweden (5)    |
| USA (2)      | Russland (6)    |
| Schweiz (4)  | Deutschland (8) |
| Finnland (3) | Tschechien (12) |

### Modus
Nach den Gruppenspielen der Vorrunde qualifizieren sich der Gruppenerste und -zweite der Gruppe A direkt für das Halbfinale. Der Dritte und Vierte derselben Gruppe erreichen das Viertelfinale. In der Gruppe B gilt dies für den Gruppenersten und -zweiten. Die Teams im Viertelfinale bestreiten je ein Qualifikationsspiel zur Halbfinalteilnahme. Der Dritte und Vierte der Gruppe B bestreiten eine Best-of-Three-Runde um den siebten Platz sowie den Abstieg in die Division IA.

### Austragungsorte
| \| Ottawa \|                         |
| Austragungsort der Weltmeisterschaft |
| Ottawa                               |

| Ottawa |

### Vorrunde

#### Gruppe A
| 2. April 2013 15:30 Uhr (Ortszeit) | Finnland A. Rajahuhta (26:54) M. Karvinen (29:24) | 2:1 (0:1, 2:0, 0:0) Spielbericht | Schweiz K. Nabholz (4:37) | Scotiabank Place, Ottawa Zuschauer: 3.366 |

| 2. April 2013 19:30 Uhr | Kanada R. Johnston (51:13) C. Ward (58:13) J. Wakefield (PS) | 3:2 n. P. (0:2, 0:0, 2:0, 0:0, 1:0) Spielbericht | USA M. Lamoureux (4:05) B. Decker (18:54) | Scotiabank Place, Ottawa Zuschauer: 11.174 |

| 3. April 2013 15:30 Uhr | USA M. Lamoureux (5:06) B. Decker (10:35) A. Kessel (17:26) M. Lamoureux (18:47) | 4:2 (4:1, 0:1, 0:0) Spielbericht | Finnland R. Lindstedt (12:39) M. Karvinen (21:11) | Scotiabank Place, Ottawa Zuschauer: 3.113 |

| 3. April 2013 19:30 Uhr | Schweiz | 0:13 (0:2, 0:6, 0:5) Spielbericht | Kanada J. Wakefield (4:40) M.-P. Poulin (12:48) R. Johnston (23:49) J. Hefford (25:30) N. Spooner (28:11) B. Jenner (33:32) S. Vaillancourt (37:46) B. Jenner (39:58) H. Irwin (46:23) M.-P. Poulin (47:37) M.-P. Poulin (50:44) M. Mikkelson (55:42) M.-P. Poulin (56:45) | Scotiabank Place, Ottawa Zuschauer: 7.077 |

| 5. April 2013 15:30 Uhr | USA A. Carpenter (19:20) B. Decker (19:31) B. Decker (28:08) K. Coyne (41:23) J. Chu (43:03) | 5:0 (2:0, 1:0, 2:0) Spielbericht | Schweiz | Scotiabank Place, Ottawa Zuschauer: 5.626 |

| 5. April 2013 19:30 Uhr | Kanada B. Bram (14:25) B. Jenner (16:03) B. Jenner (18:06) M. Agosta-Marciano (39:00) M. Agosta-Marciano (41:38) S. Vaillancourt (44:26) J. Wakefield (45:47) M. Agosta-Marciano (46:52) | 8:0 (3:0, 1:0, 4:0) Spielbericht | Finnland | Scotiabank Place, Ottawa Zuschauer: 18.013 |

| Pl. |          | Sp | S | OTS | OTN | N | Tore  | Punkte |
| 1.  | Kanada   | 3  | 2 | 1   | 0   | 0 | 24:02 | 8      |
| 2.  | USA      | 3  | 2 | 0   | 1   | 0 | 11:05 | 7      |
| 3.  | Finnland | 3  | 1 | 0   | 0   | 2 | 04:13 | 3      |
| 4.  | Schweiz  | 3  | 0 | 0   | 0   | 3 | 01:20 | 0      |

Abkürzungen: Pl. = Platz, Sp = Spiele, S = Siege, OTS = Siege nach Verlängerung (Overtime) oder Penaltyschießen, OTN = Niederlagen nach Verlängerung oder Penaltyschießen, N = Niederlagen

Erläuterungen: Halbfinalqualifikant, Viertelfinalqualifikant

#### Gruppe B
| 2. April 2013 12:00 Uhr (Ortszeit) | Russland J. Solowjowa (14:42) L. Beljakowa (52:18) J. Smolenzewa (54:23) S. Tkatschowa (59:25) | 4:0 (1:0, 0:0, 3:0) Spielbericht | Deutschland | Nepean Sportsplex, Ottawa Zuschauer: 409 |

| 2. April 2013 16:00 Uhr | Schweden E. Grahm (27:48) E. Holmlöv (28:37) | 2:3 (0:2, 2:1, 0:0) Spielbericht | Tschechien L. Povová (8:24) K. Chmelová (14:02) E. Holešová (37:09) | Nepean Sportsplex, Ottawa Zuschauer: 186 |

| 3. April 2013 12:00 Uhr | Russland J. Lebedewa (3:22) A. Wafina (33:37) T. Burina (54:38) | 3:1 (1:0, 1:1, 1:0) Spielbericht | Tschechien D. Křížová (36:51) | Nepean Sportsplex, Ottawa Zuschauer: 1.045 |

| 3. April 2013 16:00 Uhr | Deutschland S. Götz (13:04) S. Seiler (14:59) | 2:3 n. V. (2:1, 0:0:, 0:1, 0:1) Spielbericht | Schweden L. Johansson (17:40) L. Johansson (49:54) P. Winberg (60:53) | Nepean Sportsplex, Ottawa Zuschauer: 291 |

| 5. April 2013 12:00 Uhr | Tschechien K. Chmelová (14:11) L. Manhartová (54:29) D. Lásková (55:41) | 3:6 (1:1, 0:3, 2:2) Spielbericht | Deutschland J. Zorn (9:27) A. Lanzl (21:13) F. Busch (29:04) M. Becker (30:29) F. Busch (46:51) L. Schuster (49:44) | Nepean Sportsplex, Ottawa Zuschauer: 1.234 |

| 5. April 2013 16:00 Uhr | Schweden | 0:4 (0:1, 0:2, 0:1) Spielbericht | Russland J. Smolenzewa (6:41) G. Skiba (23:55) A. Wafina (30:59) J. Dergatschowa (59:44) | Nepean Sportsplex, Ottawa Zuschauer: 635 |

| Pl. |             | Sp | S | OTS | OTN | N | Tore  | Punkte |
| 1.  | Russland    | 3  | 3 | 0   | 0   | 0 | 11:01 | 9      |
| 2.  | Deutschland | 3  | 1 | 0   | 1   | 1 | 08:10 | 4      |
| 3.  | Tschechien  | 3  | 1 | 0   | 0   | 2 | 07:11 | 3      |
| 4.  | Schweden    | 3  | 0 | 1   | 0   | 2 | 05:09 | 2      |

Abkürzungen: Pl. = Platz, Sp = Spiele, S = Siege, OTS = Siege nach Verlängerung (Overtime) oder Penaltyschießen, OTN = Niederlagen nach Verlängerung oder Penaltyschießen, N = Niederlagen

Erläuterungen: Viertelfinalqualifikant, Abstiegsrundenqualifikant

### Abstiegsrunde
Die Relegationsrunde wurde im Modus „Best-of-Three“ ausgetragen. Hierbei trafen der Dritt- und Viertplatzierte der Gruppe B aufeinander. Die Mannschaft, die von maximal drei Spielen zuerst zwei für sich entscheiden konnte, verblieb in der WM-Gruppe, der Verlierer stieg in die Division IA ab.
| 6. April 2013 16:00 Uhr (Ortszeit) | Tschechien A. Polenská (50:42) | 1:2 n. P. (0:1, 0:0, 1:0, 0:0, 0:1) Spielbericht Stand: 0:1 | Schweden L. Johansson (11:12) E. Eliasson (PS) | Nepean Sportsplex, Ottawa Zuschauer: 667 |

| 8. April 2013 12:00 Uhr | Schweden L. Bäckman (21:45) L. Wester (29:56) J. Olofsson (48:34) E. Holmlöv (59:35) | 4:0 (0:0, 2:0, 2:0) Spielbericht Stand: 2:0 | Tschechien | Nepean Sportsplex, Ottawa Zuschauer: 604 |

### Finalrunde
|  | Viertelfinale    | Viertelfinale | Viertelfinale |    |          | Halbfinale | Halbfinale | Halbfinale |    |          | Finale           | Finale           | Finale           |
|  |                  |               |               |    |          |            |            |            |    |          |                  |                  |                  |
|  |                  |               |               |    |          | A1         | Kanada     | 8          |    |          |                  |                  |                  |
|  | A4               | Schweiz       | 1             |    |          | B1         | Russland   | 1          |    |          |                  |                  |                  |
|  | B1               | Russland      | 2             |    |          |            |            |            |    | A1       | Kanada           | 2                |                  |
|  |                  |               |               |    | A2       | USA        | 3          |            |    |          |                  |                  |                  |
|  |                  |               |               | A2 | USA      | 3          |            |            |    |          |                  |                  |                  |
|  | A3               | Finnland      | 1             |    |          | A3         | Finnland   | 0          |    |          | Spiel um Platz 3 | Spiel um Platz 3 | Spiel um Platz 3 |
|  | B2               | Deutschland   | 0             |    |          |            |            |            | B1 | Russland | 2                |                  |                  |
|  |                  |               |               | A3 | Finnland | 0          |            |            |    |          |                  |                  |                  |
|  |                  |               |               |    |          |            |            |            |    |          |                  |                  |                  |
|  | Spiel um Platz 5 |               |               |    |          |            |            |            |    |          |                  |                  |                  |
|  | A4               | Schweiz       | 3             |    |          |            |            |            |    |          |                  |                  |                  |
|  | B2               | Deutschland   | 5             |    |          |            |            |            |    |          |                  |                  |                  |

#### Viertelfinale
| 6. April 2013 15:30 Uhr (Ortszeit) | Finnland M. Karvinen (15:27) | 1:0 (1:0, 0:0, 0:0) Spielbericht | Deutschland | Scotiabank Place, Ottawa Zuschauer: 5.406 |

| 6. April 2013 19:30 Uhr | Schweiz S. Benz (36:57) | 1:2 (0:1, 1:0, 0:1) Spielbericht | Russland T. Burina (12:48) J. Smolenzewa (48:38) | Scotiabank Place, Ottawa Zuschauer: 5.839 |

#### Spiel um Platz 5
| 8. April 2013 11:30 Uhr | Schweiz J. Marty (9:20) J. Lutz (50:28) J. Lutz (59:49) | 3:5 (1:1, 0:3, 2:1) Spielbericht | Deutschland M. Delarbre (9:57) F. Busch (24:05) F. Busch (25:37) L. Schuster (39:11) M. Anwander (58:55) | Scotiabank Place, Ottawa Zuschauer: 4.008 |

#### Halbfinale
| 8. April 2013 15:30 Uhr | USA H. Knight (53:55) M. Lamoureux (55:32) B. Decker (59:43) | 3:0 (0:0, 0:0, 3:0) Spielbericht | Finnland | Scotiabank Place, Ottawa Zuschauer: 4.035 |

| 8. April 2013 19:30 Uhr | Kanada H. Irwin (19:13) N. Spooner (22:03) M.-P. Poulin (22:55) J. Wakefield (24:29) J. Hefford (32:18) M.-P. Poulin (35:56) M. Agosta-Marciano (42:16) R. Johnston (42:40) | 8:1 (1:0, 5:1, 2:0) Spielbericht | Russland S. Tkatschowa (30:56) | Scotiabank Place, Ottawa Zuschauer: 7.255 |

#### Spiel um Platz 3
| 9. April 2013 15:30 Uhr | Russland A. Schibanowa (44:11) A. Wafina (59:44) | 2:0 (0:0, 0:0, 2:0) Spielbericht | Finnland | Scotiabank Place, Ottawa Zuschauer: 5.618 |

#### Finale
| 9. April 2013 19:30 Uhr | Kanada C. Birchard (9:50) C. Ouellette (37:50) | 2:3 (1:0, 1:2, 0:1) Spielbericht | USA B. Decker (22:43) M. Bozek (34:26) A. Kessel (43:09) | Scotiabank Place, Ottawa Zuschauer: 13.776 |

### Statistik

#### Beste Scorerinnen
Abkürzungen: Sp = Spiele, T = Tore, V = Assists, Pkt = Punkte, +/− = Plus/Minus, SM = Strafminuten; Fett: Turnierbestwert
| Spieler                | Team   | Sp | T | V | Pkt | +/− | SM |
| ---------------------- | ------ | -- | - | - | --- | --- | -- |
| Marie-Philip Poulin    | Kanada | 5  | 6 | 6 | 12  | +12 | 2  |
| Brianna Decker         | USA    | 5  | 6 | 2 | 8   | +6  | 4  |
| Jennifer Wakefield     | Kanada | 5  | 4 | 4 | 8   | +5  | 2  |
| Amanda Kessel          | USA    | 5  | 2 | 6 | 8   | +6  | 0  |
| Sarah Vaillancourt     | Kanada | 5  | 2 | 5 | 7   | +8  | 2  |
| Catherine Ward         | Kanada | 5  | 1 | 6 | 7   | +7  | 18 |
| Meghan Agosta-Marciano | Kanada | 5  | 4 | 2 | 6   | +7  | 0  |
| Brianne Jenner         | Kanada | 5  | 4 | 2 | 6   | +6  | 2  |
| Jayna Hefford          | Kanada | 5  | 2 | 4 | 6   | +11 | 2  |
| Haley Irwin            | Kanada | 5  | 2 | 4 | 6   | +8  | 2  |

#### Beste Torhüterinnen
Abkürzungen: Sp = Spiele, Min = Eiszeit (in Minuten), SaT = Schüsse aufs Tor, GT = Gegentore, Sv% = gehaltene Schüsse (in %), GTS = Gegentorschnitt, SO = Shutouts; Fett: Turnierbestwert

| Spieler               | Team        | Sp | Min    | SaT | GT | GTS  | Sv%   | SO |
| --------------------- | ----------- | -- | ------ | --- | -- | ---- | ----- | -- |
| Nadeschda Alexandrowa | Russland    | 4  | 209:44 | 73  | 1  | 0,29 | 98,63 | 2  |
| Sara Grahn            | Schweden    | 4  | 211:06 | 67  | 3  | 0,85 | 95,52 | 1  |
| Jennifer Harß         | Deutschland | 2  | 120:53 | 76  | 4  | 1,99 | 94,74 | 0  |
| Shannon Szabados      | Kanada      | 4  | 243:35 | 93  | 6  | 1,48 | 93,55 | 1  |
| Florence Schelling    | Schweiz     | 4  | 237:51 | 159 | 13 | 3,28 | 91,82 | 0  |
| Jessie Vetter         | USA         | 4  | 245:00 | 60  | 5  | 1,22 | 91,67 | 2  |
| Noora Räty            | Finnland    | 5  | 282:32 | 154 | 14 | 2,97 | 90,91 | 0  |
| Viona Harrer          | Deutschland | 3  | 180:00 | 98  | 10 | 3,33 | 89,80 | 0  |
| Radka Lhotska         | Tschechien  | 5  | 283:04 | 108 | 15 | 3,18 | 86,11 | 0  |

### Abschlussplatzierungen
| Pl. | Team        |
| --- | ----------- |
| 1   | USA         |
| 2   | Kanada      |
| 3   | Russland    |
| 4   | Finnland    |
| 5   | Deutschland |
| 6   | Schweiz     |
| 7   | Schweden    |
| 8   | Tschechien  |

### Titel, Auf- und Abstieg
| Weltmeister USA | Brianne McLaughlin, Alex Rigsby, Jessie Vetter – Kacey Bellamy, Megan Bozek, Lisa Chesson, Gigi Marvin, Michelle Picard, Anne Schleper, Lee Stecklein – Alex Carpenter, Julie Chu, Kendall Coyne, Brianna Decker, Meghan Duggan, Sarah Erickson, Lyndsey Fry, Amanda Kessel, Hilary Knight, Jocelyne Lamoureux, Monique Lamoureux, Jen Schoullis, Kelley Steadman Trainer: Katey Stone |

| Silber Kanada | Charline Labonté, Geneviève Lacasse, Shannon Szabados – Courtney Birchard, Tessa Bonhomme, Laura Fortino, Jocelyne Larocque, Meaghan Mikkelson, Lauriane Rougeau, Catherine Ward – Meghan Agosta-Marciano, Gillian Apps, Bailey Bram, Jayna Hefford, Haley Irwin, Brianne Jenner, Rebecca Johnston, Caroline Ouellette, Marie-Philip Poulin, Natalie Spooner, Sarah Vaillancourt, Jennifer Wakefield, Hayley Wickenheiser Trainer: Dan Church |

| Bronze Russland | Nadeschda Alexandrowa, Julia Leskina, Anna Prugowa – Jekaterina Ananina, Inna Djubanok, Angelina Gontscharenko, Alexandra Kapustina, Anna Schibanowa, Anna Schtschukina, Swetlana Tkatschowa – Ljudmila Beljakowa, Tatjana Burina, Jelena Dergatschowa, Ija Gawrilowa, Jekaterina Lebedewa, Jekaterina Paschkewitsch, Walerija Pawlowa, Galina Skiba, Jekaterina Smolenzewa, Jekaterina Smolina, Jekaterina Solowjowa, Olga Sossina, Alexandra Wafina Trainer: Michail Tschekanow |

| Absteiger in die Division IA:   | Tschechien |
| Aufsteiger in die Top-Division: | Japan      |

### Auszeichnungen
Spielertrophäen
| Auszeichnung          | Spieler               | Team     |
| --------------------- | --------------------- | -------- |
| Beste Torhüterin      | Nadeschda Alexandrowa | Russland |
| Beste Verteidigerin   | Jenni Hiirikoski      | Finnland |
| Beste Stürmerin       | Marie-Philip Poulin   | Kanada   |
| Wertvollste Spielerin | Marie-Philip Poulin   | Kanada   |

All-Star-Team
| Angriff:      | Marie-Philip Poulin – Brianna Decker – Jennifer Wakefield |
| Verteidigung: | Meaghan Mikkelson – Catherine Ward                        |
| Tor:          | Noora Räty                                                |

## Division I

### Gruppe A in Stavanger, Norwegen
Das Turnier der Gruppe A der Division I wurde vom 7. bis 13. April 2013 im norwegischen Stavanger ausgetragen. Die Spielstätte des Turniers war die 2012 eröffnete DNB Arena, die 4.500 Zuschauern Platz bietet und sonst Heimat der Stavanger Oilers ist. Insgesamt besuchten 2.803 Zuschauer die 15 Turnierspiele, was einem Schnitt von 186 pro Partie entspricht.
Den Turniersieg sicherte sich die japanische Nationalmannschaft mit vier Siegen und stieg damit wieder in die Top-Division auf. Als härtester Konkurrent der Japanerinnen erwies sich Dänemark, die nach dem 2:1-Sieg am zweiten Spieltag gegen Japan die besten Chancen auf den Aufstieg hatten, diese aber durch eine 2:4-Niederlage am folgenden Tag gegen Österreich verspielten. Da das japanische Team nach der Niederlage gegen die Däninnen alle weiteren Spiele gewann, belegte es am Ende den ersten Platz und kehrte damit in die Top-Division zurück, welcher es zuletzt 2009 angehört hatte. Den letzten Platz belegte mit fünf Niederlagen das lettische Nationalteam, das damit in die Gruppe B der Division I abstieg.
| 7. April 2013 12:30 Uhr (Ortszeit) | Lettland | 0:5 (0:3, 0:0, 0:2) Spielbericht | Japan | DNB Arena, Stavanger Zuschauer: 113 |

| 7. April 2013 16:00 Uhr | Dänemark | 2:1 (2:0, 0:1, 0:0) Spielbericht | Slowakei | DNB Arena, Stavanger Zuschauer: 93 |

| 7. April 2013 19:30 Uhr | Österreich | 3:4 n. V. (1:1, 2:1, 0:1, 0:1) Spielbericht | Norwegen | DNB Arena, Stavanger Zuschauer: 317 |

| 9. April 2013 12:30 Uhr | Japan | 1:2 n. P. (0:1, 1:0, 0:0, 0:0, 0:1) Spielbericht | Dänemark | DNB Arena, Stavanger Zuschauer: 45 |

| 9. April 2013 16:00 Uhr | Slowakei | 3:1 (1:1, 1:0, 1:0) Spielbericht | Österreich | DNB Arena, Stavanger Zuschauer: 51 |

| 9. April 2013 19:30 Uhr | Norwegen | 7:4 (2:1, 3:2, 2:1) Spielbericht | Lettland | DNB Arena, Stavanger Zuschauer: 135 |

| 10. April 2013 12:30 Uhr | Dänemark | 2:4 (0:2, 1:1, 1:1) Spielbericht | Österreich | DNB Arena, Stavanger Zuschauer: 60 |

| 10. April 2013 16:00 Uhr | Slowakei | 4:2 (1:0, 1:0, 2:2) Spielbericht | Lettland | DNB Arena, Stavanger Zuschauer: 98 |

| 10. April 2013 19:30 Uhr | Norwegen | 0:1 (0:1, 0:0, 0:0) Spielbericht | Japan | DNB Arena, Stavanger Zuschauer: 457 |

| 12. April 2013 12:30 Uhr | Österreich | 5:2 (3:0, 0:2, 2:0) Spielbericht | Lettland | DNB Arena, Stavanger Zuschauer: 78 |

| 12. April 2013 16:00 Uhr | Japan | 5:3 (2:0, 0:3, 3:0) Spielbericht | Slowakei | DNB Arena, Stavanger Zuschauer: 83 |

| 12. April 2013 19:30 Uhr | Norwegen | 2:3 (0:2, 2:1, 0:0) Spielbericht | Dänemark | DNB Arena, Stavanger Zuschauer: 573 |

| 13. April 2013 12:30 Uhr | Lettland | 1:6 (1:1, 0:3, 0:2) Spielbericht | Dänemark | DNB Arena, Stavanger Zuschauer: 125 |

| 13. April 2013 16:00 Uhr | Japan | 5:2 (3:1, 0:1, 2:0) Spielbericht | Österreich | DNB Arena, Stavanger Zuschauer: 103 |

| 13. April 2013 19:30 Uhr | Slowakei | 4:0 (1:0, 1:0, 2:0) Spielbericht | Norwegen | DNB Arena, Stavanger Zuschauer: 472 |

| Pl. |            | Sp | S | OTS | OTN | N | Tore  | Punkte |
| 1.  | Japan      | 5  | 4 | 0   | 1   | 0 | 17:07 | 13     |
| 2.  | Dänemark   | 5  | 3 | 1   | 0   | 1 | 15:09 | 11     |
| 3.  | Slowakei   | 5  | 3 | 0   | 0   | 2 | 15:10 | 9      |
| 4.  | Österreich | 5  | 2 | 0   | 1   | 2 | 15:16 | 7      |
| 5.  | Norwegen   | 5  | 1 | 1   | 0   | 3 | 13:15 | 5      |
| 6.  | Lettland   | 5  | 0 | 0   | 0   | 5 | 09:27 | 0      |

Abkürzungen: Pl. = Platz, Sp = Spiele, S = Siege, OTS = Siege nach Verlängerung (Overtime) oder Penaltyschießen, OTN = Niederlagen nach Verlängerung oder Penaltyschießen, N = Niederlagen

Erläuterungen: Aufsteiger in die Top-Division, Absteiger in die Division IB

### Gruppe B in Straßburg, Frankreich
Das Turnier der  Gruppe B der Division I wurde vom 7. bis 13. April 2013 im französischen Straßburg ausgetragen. Die Spielstätte des Turniers war das Patinoire Iceberg, das 1.400 Zuschauern Platz bietet und sonst Heimat der Étoile Noire de Strasbourg ist. Insgesamt besuchten 9.071 Zuschauer die 15 Turnierspiele, was einem Schnitt von 604 pro Partie entspricht.
Den Turniersieg sicherte sich die gastgebende französische Nationalmannschaft mit fünf Siegen in ebenso vielen Spielen und stieg damit in die Gruppe A der Division I auf. Die Volksrepublik China und Kasachstan belegten mit den Plätzen 4 respektive 5 in der Tabelle die jeweils schlechteste WM-Klassierung ihrer Geschichte und setzten damit ihren Abstieg innerhalb der Weltrangliste fort. Den letzten Platz belegte das britische Nationalteam, welches keines der fünf Turnierspiele gewann und damit in die Gruppe A der Division II abstieg.
| 7. April 2013 12:30 Uhr (Ortszeit) | Großbritannien | 1:6 (1:2, 0:2, 0:2) Spielbericht | Volksrepublik China | Patinoire Iceberg, Straßburg Zuschauer: 307 |

| 7. April 2013 16:00 Uhr | Nordkorea | 2:6 (0:1, 2:2, 0:3) Spielbericht | Kasachstan | Patinoire Iceberg, Straßburg Zuschauer: 382 |

| 7. April 2013 19:30 Uhr | Niederlande | 2:4 (0:0, 0:1, 2:3) Spielbericht | Frankreich | Patinoire Iceberg, Straßburg Zuschauer: 807 |

| 8. April 2013 12:30 Uhr | Kasachstan | 4:3 n. P. (1:0, 2:1, 0:2, 0:0, 1:0) Spielbericht | Großbritannien | Patinoire Iceberg, Straßburg Zuschauer: 292 |

| 8. April 2013 16:00 Uhr | Volksrepublik China | 3:4 (0:0, 2:1, 1:3) Spielbericht | Niederlande | Patinoire Iceberg, Straßburg Zuschauer: 150 |

| 8. April 2013 19:30 Uhr | Frankreich | 5:0 (2:0, 2:0, 1:0) Spielbericht | Nordkorea | Patinoire Iceberg, Straßburg Zuschauer: 1.067 |

| 10. April 2013 12:30 Uhr | Kasachstan | 2:4 (0:2, 1:0, 1:2) Spielbericht | Niederlande | Patinoire Iceberg, Straßburg Zuschauer: 203 |

| 10. April 2013 16:00 Uhr | Nordkorea | 3:2 n. V. (0:1, 1:1, 1:0, 1:0) Spielbericht | Großbritannien | Patinoire Iceberg, Straßburg Zuschauer: 204 |

| 10. April 2013 19:30 Uhr | Volksrepublik China | 1:5 (0:2, 0:1, 1:2) Spielbericht | Frankreich | Patinoire Iceberg, Straßburg Zuschauer: 1.515 |

| 12. April 2013 12:30 Uhr | Volksrepublik China | 1:5 (0:2, 1:2, 0:1) Spielbericht | Nordkorea | Patinoire Iceberg, Straßburg Zuschauer: 448 |

| 12. April 2013 16:00 Uhr | Großbritannien | 1:3 (1:1, 0:1, 0:1) Spielbericht | Niederlande | Patinoire Iceberg, Straßburg Zuschauer: 230 |

| 12. April 2013 19:30 Uhr | Frankreich | 3:0 (0:0, 1:0, 2:0) Spielbericht | Kasachstan | Patinoire Iceberg, Straßburg Zuschauer: 1.516 |

| 13. April 2013 12:30 Uhr | Niederlande | 3:2 n. P. (0:1, 2:0, 0:1, 0:0, 1:0) Spielbericht | Nordkorea | Patinoire Iceberg, Straßburg Zuschauer: 140 |

| 13. April 2013 16:00 Uhr | Kasachstan | 0:4 (0:1, 0:2, 0:1) Spielbericht | Volksrepublik China | Patinoire Iceberg, Straßburg Zuschauer: 218 |

| 13. April 2013 19:30 Uhr | Frankreich | 6:1 (2:1, 2:0, 2:0) Spielbericht | Großbritannien | Patinoire Iceberg, Straßburg Zuschauer: 1.592 |

| Pl. |                     | Sp | S | OTS | OTN | N | Tore  | Punkte |
| 1.  | Frankreich          | 5  | 5 | 0   | 0   | 0 | 23:04 | 15     |
| 2.  | Niederlande         | 5  | 3 | 1   | 0   | 1 | 16:12 | 11     |
| 3.  | Nordkorea           | 5  | 1 | 1   | 1   | 2 | 12:17 | 6      |
| 4.  | Volksrepublik China | 5  | 2 | 0   | 0   | 3 | 15:15 | 6      |
| 5.  | Kasachstan          | 5  | 1 | 1   | 0   | 3 | 12:16 | 5      |
| 6.  | Großbritannien      | 5  | 0 | 0   | 2   | 3 | 08:22 | 2      |

Abkürzungen: Pl. = Platz, Sp = Spiele, S = Siege, OTS = Siege nach Verlängerung (Overtime) oder Penaltyschießen, OTN = Niederlagen nach Verlängerung oder Penaltyschießen, N = Niederlagen

Erläuterungen: Aufsteiger in die Division IA, Absteiger in die Division IIA

### Auf- und Abstieg
| Absteiger in die Division IA:   | Tschechien     |
| Aufsteiger in die Top-Division: | Japan          |
| Absteiger in die Division IB:   | Lettland       |
| Aufsteiger in die Division IA:  | Frankreich     |
| Absteiger in die Division IIA:  | Großbritannien |
| Aufsteiger in die Division IB:  | Ungarn         |

## Division II

### Gruppe A in Auckland, Neuseeland
Das Turnier der Gruppe A der Division II wurde vom 8. bis 13. April  2013 im neuseeländischen Auckland ausgetragen. Die Spielstätte des Turniers war die Eishalle Paradice Botany, die 400 Zuschauer fasst und sonst Heimspielstätte der Botany Swarm ist. Als Aufsteiger in die Gruppe B der Division I qualifizierte sich die ungarische Mannschaft am letzten Spieltag, als diese die Italienerinnen mit 3:1 besiegte und damit – aufgrund des gewonnenen Direktvergleiches – den Turniersieg erreichte.
| 8. April 2013 13:00 Uhr (Ortszeit) | Ungarn | 9:1 (5:0, 3:0, 1:1) Spielbericht | Slowenien | Paradice Botany, Auckland Zuschauer: 60 |

| 8. April 2013 16:30 Uhr | Australien | 2:5 (1:3, 0:1, 1:1) Spielbericht | Italien | Paradice Botany, Auckland Zuschauer: 65 |

| 8. April 2013 20:00 Uhr | Polen | 2:1 n. V. (0:1, 0:0, 1:0, 1:0) Spielbericht | Neuseeland | Paradice Botany, Auckland Zuschauer: 250 |

| 9. April 2013 13:00 Uhr | Ungarn | 3:5 (0:2, 3:1, 0:2) Spielbericht | Australien | Paradice Botany, Auckland Zuschauer: 40 |

| 9. April 2013 16:30 Uhr | Slowenien | 2:3 (0:0, 0:0, 2:3) Spielbericht | Polen | Paradice Botany, Auckland Zuschauer: 30 |

| 9. April 2013 20:00 Uhr | Italien | 6:2 (1:0, 3:1, 2:1) Spielbericht | Neuseeland | Paradice Botany, Auckland Zuschauer: 250 |

| 11. April 2013 13:00 Uhr | Italien | 3:1 (0:0, 1:0, 2:1) Spielbericht | Slowenien | Paradice Botany, Auckland Zuschauer: 20 |

| 11. April 2013 16:30 Uhr | Ungarn | 6:3 (2:0, 1:1, 3:2) Spielbericht | Polen | Paradice Botany, Auckland Zuschauer: 80 |

| 11. April 2013 20:00 Uhr | Australien | 3:4 (1:1, 2:2, 0:1) Spielbericht | Neuseeland | Paradice Botany, Auckland Zuschauer: 500 |

| 12. April 2013 13:00 Uhr | Polen | 0:3 (0:1, 0:0, 0:2) Spielbericht | Italien | Paradice Botany, Auckland Zuschauer: 35 |

| 12. April 2013 16:30 Uhr | Slowenien | 3:7 (0:3, 1:0, 2:4) Spielbericht | Australien | Paradice Botany, Auckland Zuschauer: 130 |

| 12. April 2013 20:00 Uhr | Neuseeland | 2:6 (0:1, 1:3, 1:2) Spielbericht | Ungarn | Paradice Botany, Auckland Zuschauer: 300 |

| 14. April 2013 13:00 Uhr | Australien | 4:2 (0:0, 2:1, 2:1) Spielbericht | Polen | Paradice Botany, Auckland Zuschauer: 120 |

| 14. April 2013 16:30 Uhr | Neuseeland | 5:3 (1:1, 1:1, 3:1) Spielbericht | Slowenien | Paradice Botany, Auckland Zuschauer: 360 |

| 14. April 2013 20:00 Uhr | Italien | 1:3 (0:1, 0:1, 1:1) Spielbericht | Ungarn | Paradice Botany, Auckland Zuschauer: 230 |

| Pl. |            | Sp | S | OTS | OTN | N | Tore  | Punkte |
| 1.  | Ungarn     | 5  | 4 | 0   | 0   | 1 | 27:12 | 12     |
| 2.  | Italien    | 5  | 4 | 0   | 0   | 1 | 18:08 | 12     |
| 3.  | Australien | 5  | 3 | 0   | 0   | 2 | 21:17 | 9      |
| 4.  | Neuseeland | 5  | 2 | 0   | 1   | 2 | 14:20 | 7      |
| 5.  | Polen      | 5  | 1 | 1   | 0   | 3 | 10:16 | 5      |
| 6.  | Slowenien  | 5  | 0 | 0   | 0   | 5 | 10:27 | 0      |

Abkürzungen: Pl. = Platz, Sp = Spiele, S = Siege, OTS = Siege nach Verlängerung (Overtime) oder Penaltyschießen, OTN = Niederlagen nach Verlängerung oder Penaltyschießen, N = Niederlagen

Erläuterungen: Aufsteiger in die Division IB, Absteiger in die Division IIB

### Gruppe B in Puigcerdà, Spanien
Das Turnier der Gruppe B wurde vom 1. bis 7. April 2013 in der spanischen Stadt Puigcerdà ausgetragen. Die Spiele fanden in der 1.450 Zuschauer fassenden Eishalle des Club Poliesportiu Puigcerdà statt.
| 1. April 2013 13:00 Uhr (Ortszeit) | Südafrika | 1:5 (1:4, 0:0, 0:1) Spielbericht | Island | Club Poliesportiu, Puigcerdà Zuschauer: 150 |

| 1. April 2013 16:30 Uhr | Südkorea | 4:1 (0:1, 0:0, 4:0) Spielbericht | Kroatien | Club Poliesportiu, Puigcerdà Zuschauer: 160 |

| 1. April 2013 20:00 Uhr | Spanien | 3:1 (0:1, 1:0, 2:0) Spielbericht | Belgien | Club Poliesportiu, Puigcerdà Zuschauer: 325 |

| 3. April 2013 13:00 Uhr | Kroatien | 5:4 (2:0, 3:2, 0:2) Spielbericht | Island | Club Poliesportiu, Puigcerdà Zuschauer: 50 |

| 3. April 2013 16:30 Uhr | Belgien | 9:1 (1:0, 5:1, 3:0) Spielbericht | Südafrika | Club Poliesportiu, Puigcerdà Zuschauer: 120 |

| 3. April 2013 20:00 Uhr | Spanien | 0:3 (0:0, 0:0, 0:3) Spielbericht | Südkorea | Club Poliesportiu, Puigcerdà Zuschauer: 320 |

| 4. April 2013 13:00 Uhr | Kroatien | 2:1 n. V. (1:0, 0:0, 0:1, 1:0) Spielbericht | Belgien | Club Poliesportiu, Puigcerdà Zuschauer: 175 |

| 4. April 2013 16:30 Uhr | Südkorea | 4:1 (1:1, 2:0, 1:0) Spielbericht | Island | Club Poliesportiu, Puigcerdà Zuschauer: 125 |

| 4. April 2013 20:00 Uhr | Spanien | 12:1 (3:0, 4:0, 5:1) Spielbericht | Südafrika | Club Poliesportiu, Puigcerdà Zuschauer: 365 |

| 6. April 2013 13:00 Uhr | Belgien | 0:2 (0:1, 0:0, 0:1) Spielbericht | Südkorea | Club Poliesportiu, Puigcerdà Zuschauer: 130 |

| 6. April 2013 16:30 Uhr | Südafrika | 2:17 (0:8, 2:3, 0:6) Spielbericht | Kroatien | Club Poliesportiu, Puigcerdà Zuschauer: 80 |

| 6. April 2013 20:00 Uhr | Island | 1:4 (0:1, 0:0, 1:3) Spielbericht | Spanien | Club Poliesportiu, Puigcerdà Zuschauer: 400 |

| 7. April 2013 13:00 Uhr | Südkorea | 7:1 (1:1, 4:0, 2:0) Spielbericht | Südafrika | Club Poliesportiu, Puigcerdà Zuschauer: 75 |

| 7. April 2013 16:30 Uhr | Island | 2:1 n. V. (1:0, 0:0, 0:1, 1:0) Spielbericht | Belgien | Club Poliesportiu, Puigcerdà Zuschauer: 90 |

| 7. April 2013 20:00 Uhr | Kroatien | 1:4 (0:0, 1:3, 0:1) Spielbericht | Spanien | Club Poliesportiu, Puigcerdà Zuschauer: 550 |

| Pl. |           | Sp | S | OTS | OTN | N | Tore  | Punkte |
| 1.  | Südkorea  | 5  | 5 | 0   | 0   | 0 | 20:03 | 15     |
| 2.  | Spanien   | 5  | 4 | 0   | 0   | 1 | 23:07 | 12     |
| 3.  | Kroatien  | 5  | 2 | 1   | 0   | 2 | 27:14 | 8      |
| 4.  | Island    | 5  | 1 | 1   | 0   | 3 | 12:16 | 5      |
| 5.  | Belgien   | 5  | 1 | 0   | 2   | 2 | 12:10 | 5      |
| 6.  | Südafrika | 5  | 0 | 0   | 0   | 5 | 06:50 | 0      |

Abkürzungen: Pl. = Platz, Sp = Spiele, S = Siege, OTS = Siege nach Verlängerung (Overtime) oder Penaltyschießen, OTN = Niederlagen nach Verlängerung oder Penaltyschießen, N = Niederlagen

Erläuterungen: Aufsteiger in die Division IIA, Absteiger in die Qualifikation zur Division IIB

### Auf- und Abstieg
| Absteiger in die Division IIA:      | Großbritannien |
| Aufsteiger in die Division IB:      | Ungarn         |
| Absteiger in die Division IIB:      | Slowenien      |
| Aufsteiger in die Division IIA:     | Südkorea       |
| Absteiger in die Qualifikation IIB: | Südafrika      |
| Aufsteiger in die Division IIB:     | Türkei         |

## Qualifikation zur Division IIB
Die Qualifikation zur Gruppe B der Division II wurde vom 7. bis 9. Dezember 2012 in der türkischen Stadt Izmir ausgetragen. Die Spiele fanden in der 1.751 Zuschauer fassenden Bornova Buz Sporları Salonu statt.
Mit zwei Siegen qualifizierte sich die Türkei für das Turnier der Gruppe B der Division II im Jahr 2014.
| 7. Dezember 2012 19:00 Uhr (Ortszeit) | Bulgarien | 3:4 (0:0, 3:1, 0:3) Spielbericht | Türkei | Bornova Buz Sporları Salonu, Izmir Zuschauer: 775 |

| 8. Dezember 2012 19:00 Uhr | Bulgarien | 6:1 (2:0, 3:0, 1:1) Spielbericht | Irland | Bornova Buz Sporları Salonu, Izmir Zuschauer: 198 |

| 9. Dezember 2012 19:00 Uhr | Irland | 1:7 (0:3, 1:2, 0:2) Spielbericht | Türkei | Bornova Buz Sporları Salonu, Izmir Zuschauer: 612 |

| Pl. |           | Sp | S | OTS | OTN | N | Tore  | Punkte |
| 1.  | Türkei    | 2  | 2 | 0   | 0   | 0 | 11:04 | 6      |
| 2.  | Bulgarien | 2  | 1 | 0   | 0   | 1 | 09:05 | 3      |
| 3.  | Irland    | 2  | 0 | 0   | 0   | 2 | 02:13 | 0      |

Abkürzungen: Pl. = Platz, Sp = Spiele, S = Siege, OTS = Siege nach Verlängerung (Overtime) oder Penaltyschießen, OTN = Niederlagen nach Verlängerung oder Penaltyschießen, N = Niederlagen

Erläuterungen: Aufsteiger in die Division IIB

### Auf- und Abstieg
| Absteiger in die Qualifikation IIB: | Südafrika |
| Aufsteiger in die Division IIB:     | Türkei    |